# The 700 Club
The 700 Club è un talk show statunitense con sede a Virginia Beach, presentato nella sua versione originale da Wendy Griffith e Pat Robertson, in onda dal 1966 su Christian Broadcasting Network.

## Storia
The 700 Club, fondato da Pat Robertson, accoglie ospiti, trasmette testimonianze e musica cristiana contemporanea. Nel 2002 è iniziata la produzione della versione francese, presentata dal pastore Raymond Koffi e ospitata da Macy Domingo. Nel 2016 lo spettacolo è stato trasmesso in 39 lingue in 138 paesi.